# 巴里士山

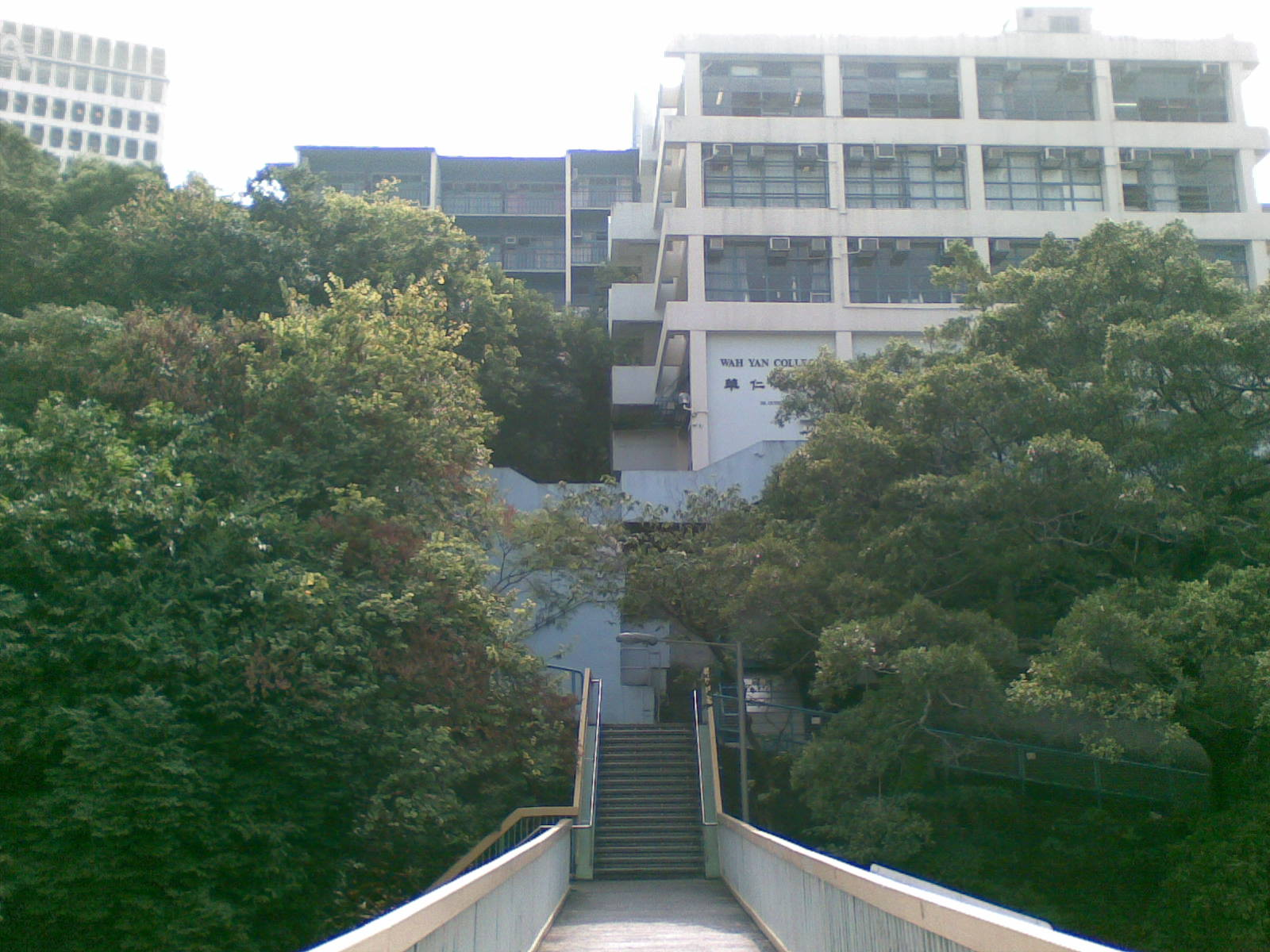
巴里士山

巴里士山，正名掘斷龍頂，是位於香港香港島灣仔的山丘，位置為皇后大道東南坡堅尼地道及司徒拔道之間。現時巴里士山主要為香港華仁書院之校園。

## 歷史

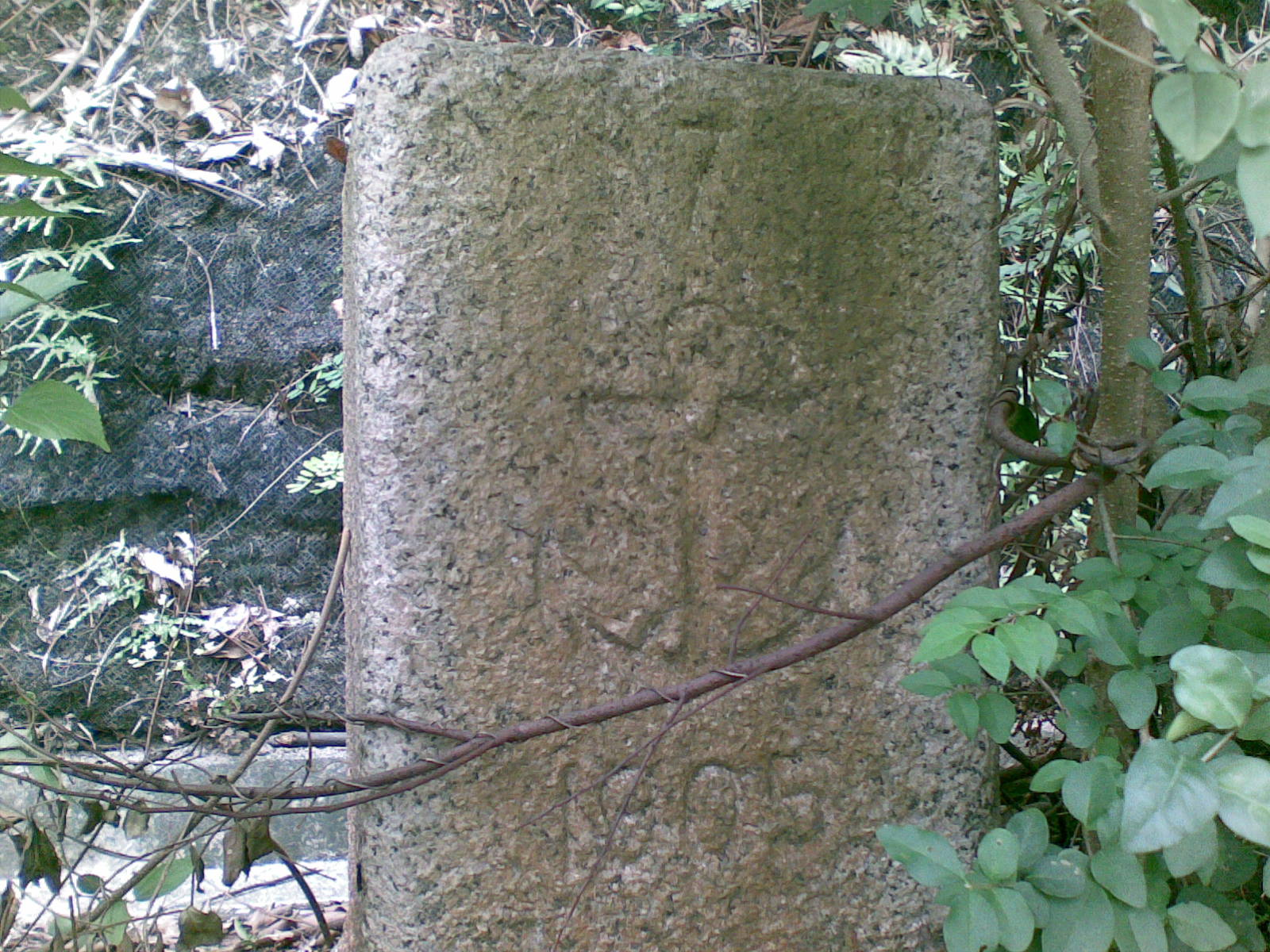
山下的界石

在1873年，英國皇家海軍以沽售旗下醫院船所得的資金收購了位於灣仔的海員醫院（英語：Seaman's Hospital），並把該院的名稱更改為皇家海軍醫院（英語：Royal Naval Hospital）。醫院所處的山丘亦以中將的姓氏被命名為（中文名稱醫院山）。約1931年對面的山丘亦興建了傳染病醫院，並將傳染病醫院所處的山丘以約翰·巴里士准將（John E. Parish）命名為巴里士山。在山下亦設置了界石，劃定皇家海軍用地的界綫。界石上刻上了數字7、船錨圖案及1905（年份）。
第二次世界大戰開戰後，香港政府於全港各地興建了防空洞網絡，以防備與日本皇軍對戰的可能。香港保衛戰期間，香港的防衛軍奮力抵抗日本皇軍，防止日方佔據中區，惜失敗。戰爭期間，不少建築物被戰火燒毀，包括巴里士山一帶的樓宇。戰後律敦治療養院接管皇家海軍醫院，並於1991年更名為律敦治醫院，而傳染病醫院則於1950年代初拆卸，並在醫院原址興建香港華仁書院校舍。大約於1990年巴里士山的名稱於地圖上消失。

## 香港華仁書院校舍

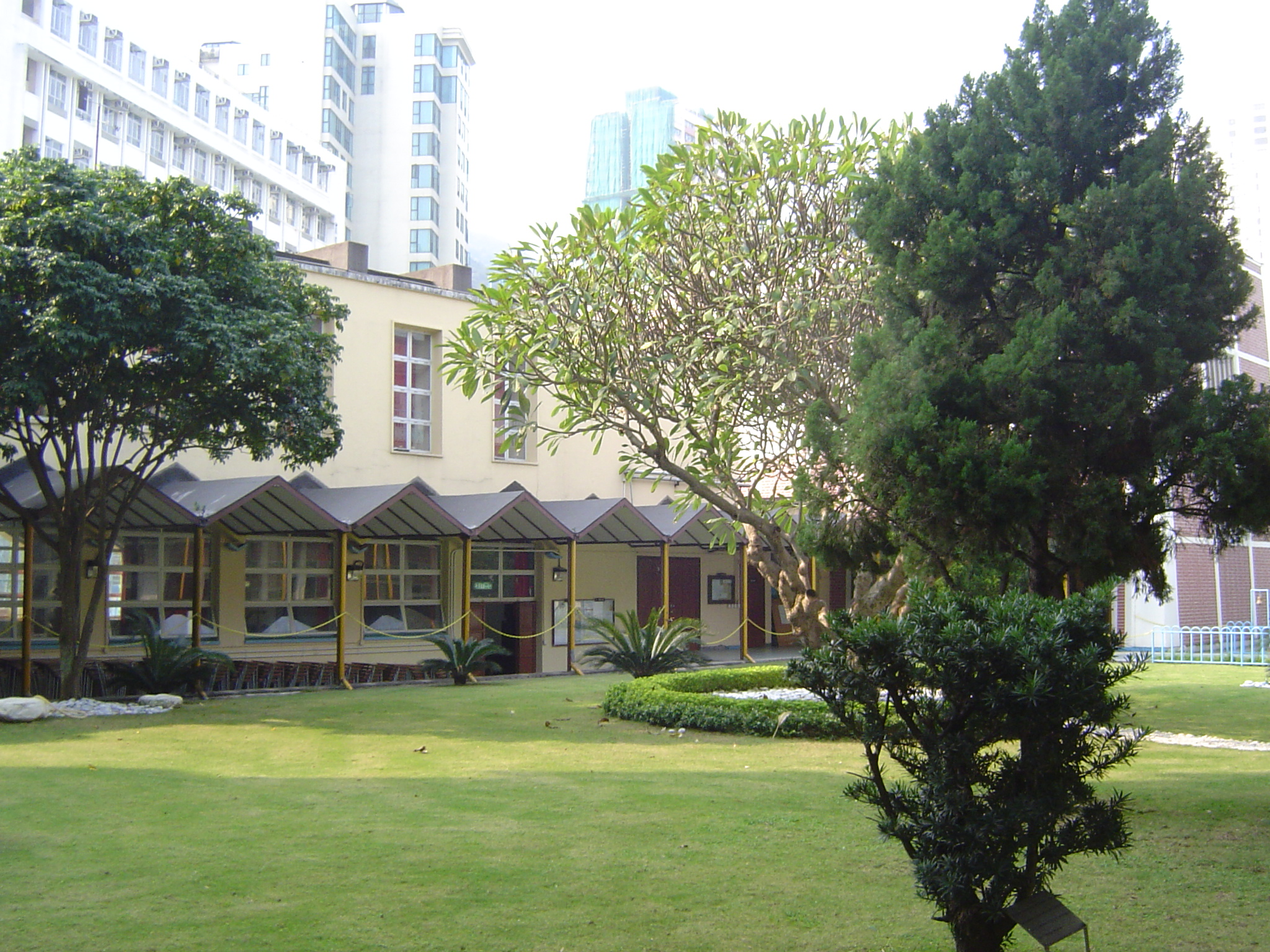
香港華仁書院校舍

香港華仁書院至今仍設於巴里士山的山頂，面積約20,000平方米。校舍於1955年9月27日由時任港督葛量洪爵士啟用，並代替了該校設於羅便臣道的舊校舍。該校在1987年建成了新翼，並以舊生之名命名胡應湘堂。在1992年巴里士山發生山泥傾瀉，一名司機被山泥活埋於車內死亡。山泥傾瀉導致該校需要重建山上的6個課室，並於1998年完工。

## 防空洞

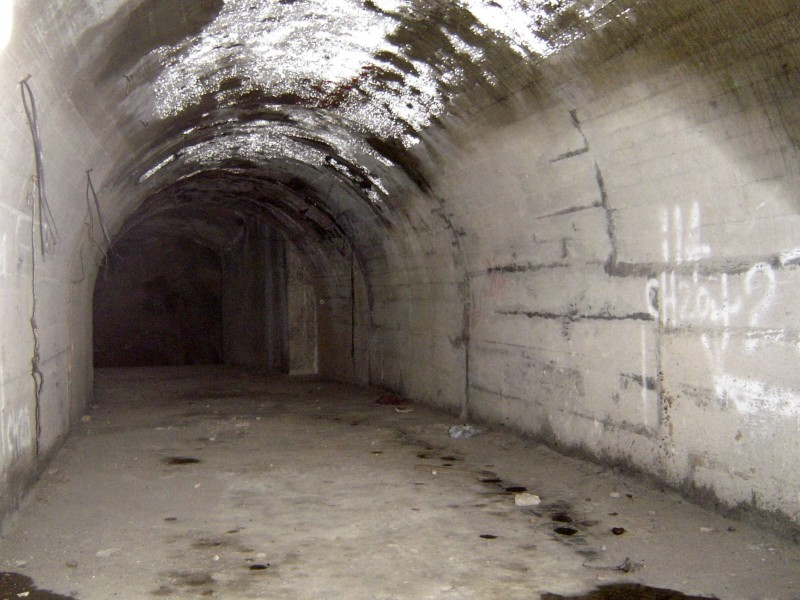
防空洞內部

巴里士山下的防空洞網絡圖

1930年代後期，因為日軍入侵香港的危機加深，政府開始建造防空洞應付可能爆發的戰爭，並由防空署規劃及興建。由於巴里士山位處人口眾多的灣仔，所以在巴里士山山體下建有防空隧道，當香港遭受空襲時，可供市民入內躲避，減輕香港遇襲時的傷亡。巴里士山的防空隧道網絡於香港保衛戰爆發前完工，總長1.8公里，並設有兩個通風井及設於皇后大道東、堅尼地道及司徒拔道的13個洞口（編號由71至83排列）。大部分洞口均於戰後被回填，唯當中有四個洞口（編號72、79、80及81）至今仍尚未被回填，只供政府允許的人員進入。根據1970年代末1980年代初的調查發現，巴里士山的防空洞網絡分為3層，其中設有坡道連結。
在1941年12月24日晚上，莫德庇少將曾警告政府日本軍隊可能會利用被佔領的防空洞。在第二天（聖誕日）部下回報表示日本軍隊與保衛軍於巴里士山附近激戰。不久以後，巴里士山落入了日方手中。防衛軍及後於舊灣仔街市附近防守，阻擋日軍進軍中環，並於防空洞口發射大砲，希望逼使日軍離開防空洞。莫德庇少將稍後向港督楊慕琦表示保衛方已無法抵禦日方的攻擊。楊氏亦於稍後宣布投降，香港保衛戰結束。
在1960年代及1970年代，為數55立方米的放射性廢料被棄置於防空洞內，引起了安全問題的關注。1991年，一份政府報告建議將該批放射性廢料移至特別設置的處理中心。2001年1月19日一名男子被發現於隧道內徘徊，即場檢驗結果顯示其身體及衣物皆無放射性物質。政府因此事決定於人跡罕至的離島小鴉洲興建放射性廢料處理中心，並於2005年將巴里士山防空洞內存放之放射性廢料遷至該處。該低放射性廢物貯存設施於2006年6月24日正式開放。

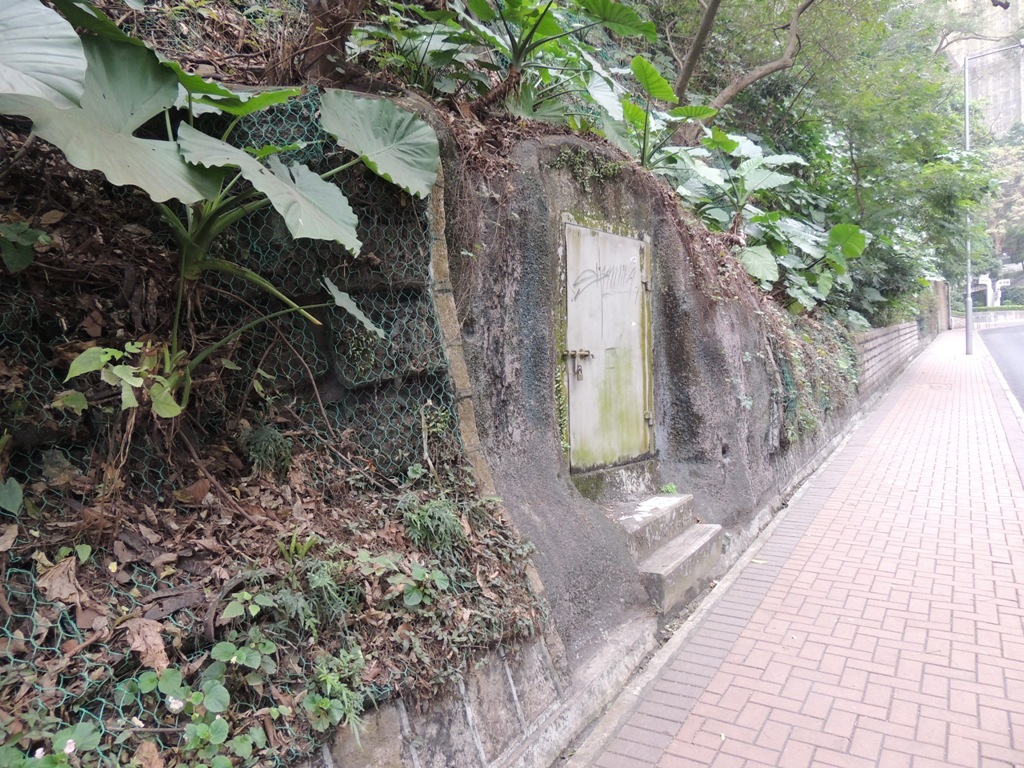
防空洞72號入口
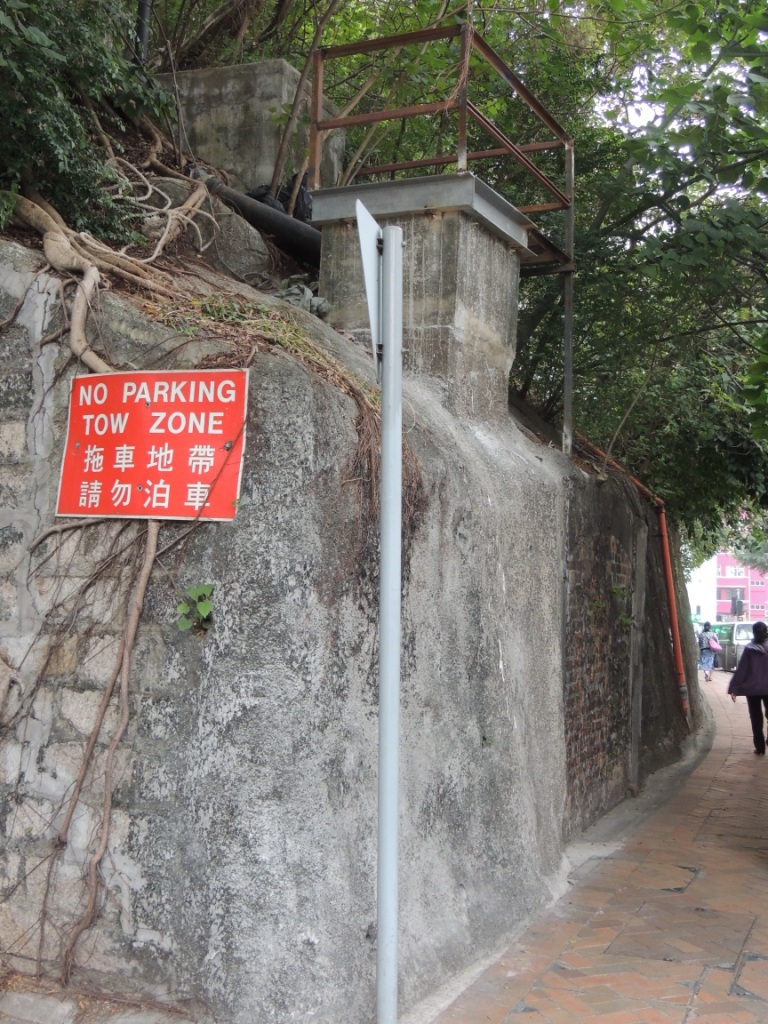
防空洞79號入口
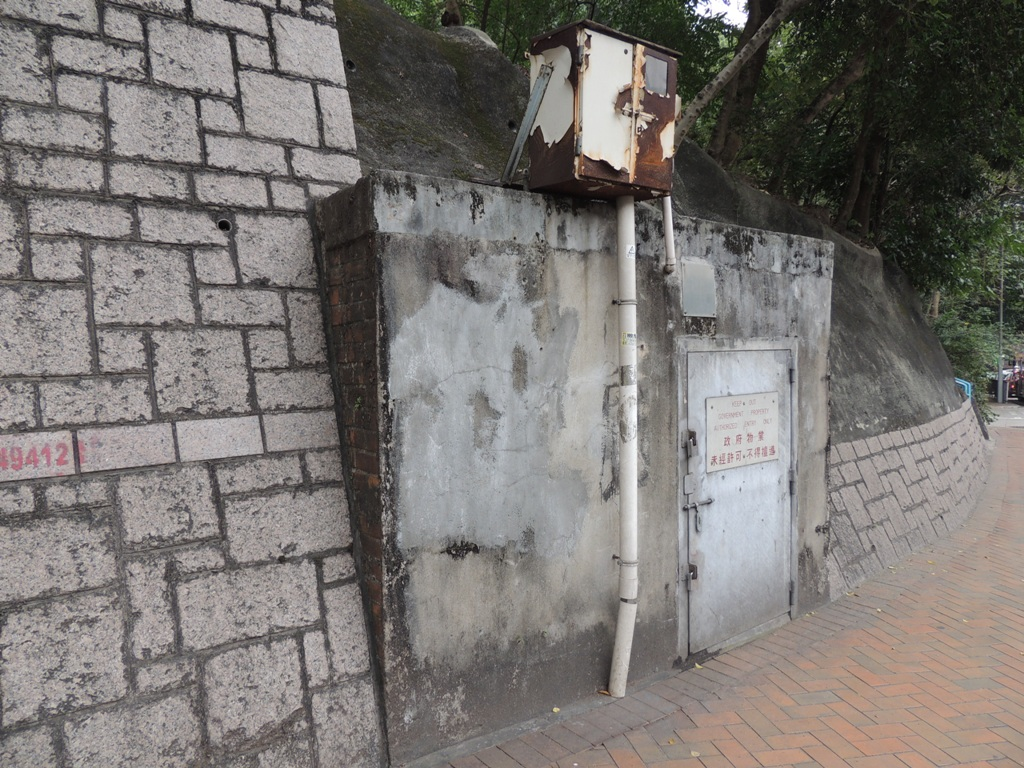
防空洞80號入口
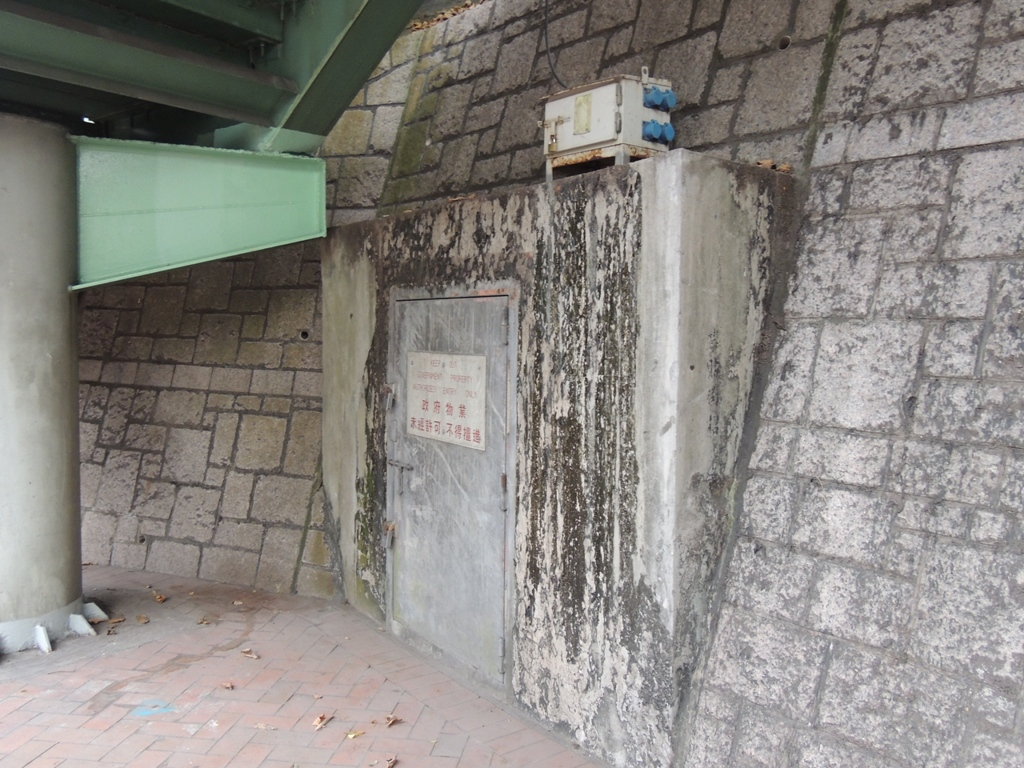
防空洞81號入口